# Johann von Grünewaldt
Johann Christoph Engelbrecht von Grünewaldt (født 1. april 1796 i Koigi mõis, død 30. april 1862 i Sankt Petersborg) var en tysk adelsmand og var desuden i flere år leder af Estlands Landtag og reelt residerende guvernør for Guvernementet Estland i årene 1842-1859. I denne periode var de formelle guvernører henholdsvis Carl Magnus von der Pahlen, Jevgenij Golovin og Aleksandr Suvorov.